# Село (Айдовщина)
Село (словен. Selo) — поселення в долині Віпави в общині Айдовщина. Висота над рівнем моря: 153,3 метрів.